# Улица Краља Александра Карађорђевића (Врање)
| Краља Александра Карађорђевића                                   | Краља Александра Карађорђевића                           |
| ---------------------------------------------------------------- | -------------------------------------------------------- |
|                                                                  |                                                          |
| Почетак                                                          | Трг Републике                                            |
| Крај                                                             | Трг 7. септембра                                         |
| Дужина                                                           | 450 m                                                    |
| Ширина                                                           | m                                                        |
| Створена                                                         | у време ропства под Турцима                              |
| Названа                                                          | 2021.                                                    |
| Стари називи                                                     | Краља Александра, Престолонаследника Петра, Матије Гупца |
|                                                                  |                                                          |
|                                                                  |                                                          |
| Поглед на улицу Краља Александра Карађорђевића са Трга Републике |                                                          |

Улица Краља Александра Карађорђевића једна је од старијих градских улица у Врању. Овај део града био је уређен још у време Турака. Постоји урбанистички план из 1887. године где се може лоцирати ова улица. Протеже се од Трга Републике до Трга 7. септембра, у дужини од 450 м. 

## Име улице
Ова улица је више пута током историје мењала име. Од 1928. године носи назив Краља Александра, од 1947. до 1950. Престолонаследника Петра, од 1950. до 2021, носила је назив Матије Гупца Улица Краља Александра Карађорђевића је свој тренутни назив добила 2021. године.

## Улицом Краља Александра Карађорђевића
Захваљујући својој дугој историји у Улици Краља Александра Карађорђевића данас се налазе многобројни објекти проглашени за споменике културе, као и многе значајне институције.

#### бр. 1
Зграда Начелства – споменик културе од великог значаја (из 1908. године)

#### бр 2
Полицијска управа Врање

#### бр 3
У непосредној близини, на Тргу Републике налази се Споменик Чика Митке (из 1903. године)

## Суседне улице
Народног хероја, Скопска, 9. маја, Гаврила Принципа (некада се ту налазио Американски дом за ратну сирочад), Мајора Гавриловића, Трг 7. септембра, Доктор Копше, 27. марта